# 6 de 6
El 6 de 6 és un castell de 6 pisos d'alçada i 6 persones per pis. És una construcció d'estructura composta però no hi ha consens en la seva estructura. S'ha descarregat usant, com a mínim, tres configuracions diferents.
És considerat un castell de la gamma alta de 6 juntament amb el 4 de 6 amb l'agulla, el 3 de 6 amb l'agulla, el 2 de 6, el 3 de 6 aixecat per sota, el 5 de 6, el 7 de 6 i el 9 de 6.

## Variants
La variant més antiga consisteix en una torre (o dos) central, amb una altra torre (o dos) adossada a cadascuna dels seus dos pilars. Té dos poms de dalt formats per un dos eixancarrat entre un component de la torre central i un de la seva torre lateral adossada, i un dos dret sobre l'altre component d'aquella torre lateral. Generalment cada pom té el seu aixecador i enxaneta encara que també es pot fer amb un sol enxaneta. Antigament també s'havia fet amb tres parelles de dosos, una sobre cada torre (o dos); dos aixecadors que estan només als poms adossats i, per tant, dues aletes.
Actualment, la majoria de colles el presenten unint un quatre i una torre (o dos) que s'agafa a un pilar del quatre, sobre el que es troben dues parelles de dosos i dos aixecadors. Aquesta disposició fa que sembli un 5 de 6 amb un component més al seu tres.
Una altra estructura possible, duta a terme per Esperxats de l'Estany, és unir dos tresos, un dels quals es presenta quadrat com un quatre i enganxat a la buida de l'altre tres, el pom d'aquest castell és més complicat, ja que el tres quadrat com a quatre porta dos dosos oberts, un dels quals comparteix peu amb l'altre tres. L'altre tres porta un dos tancat al pilar que queda a la dreta del pilar del mig del castell. Per tant, que el pilar del mig del castell i la rengla del tres no coincideixen. Aquesta disposició fa que sembli un 7 de 6 que ha perdut un component del seu quatre.
En la majoria de casos l'enxaneta és únic i ha de traspassar els dos poms de dalt de manera consecutiva amb dues aletes. El castell només es considera carregat si l'enxaneta ha fet les dues aletes, una a cadascuna de les dues estructures que formen el castell.

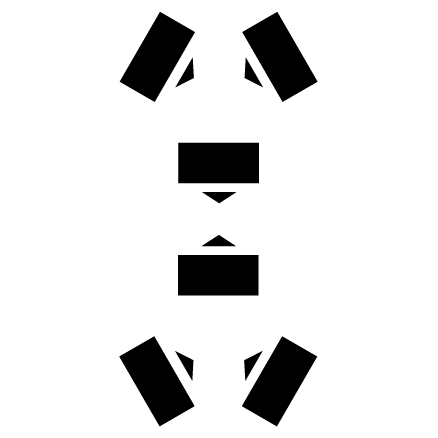
Estructura del tronc i baixos del 6 en la variant 2+2+2, amb una torre central al qual s'adossen dues altres torres.
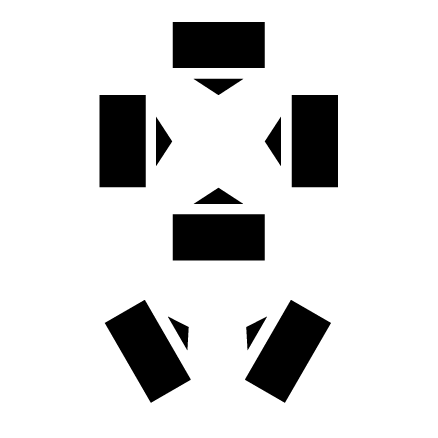
Estructura del tronc i baixos del 6 en la variant 4+2, adossant un 2 a un 4.
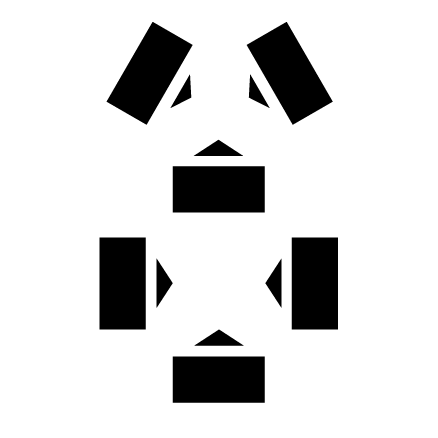
Estructura del tronc i baixos del 6 en la variant estanyenca, adossant un 3 a un altre 3 (3+3).

## Colles

### Assolit
Actualment hi ha 6 colles castelleres que ha aconseguit carregar el 6 de 6, de les quals totes l'han descarregat. La taula següent mostra la data, diada i plaça en què les colles l'assoliren per primera vegada:
| Núm. | Colla                           | Carregat               | Diada                                                      | Plaça                                 | Descarregat            | Diada                                                      | Plaça                                 |
| ---- | ------------------------------- | ---------------------- | ---------------------------------------------------------- | ------------------------------------- | ---------------------- | ---------------------------------------------------------- | ------------------------------------- |
| 1    | Xiquets de Tarragona            | 5 de novembre de 1989  | Diada del Xiquets de Tarragona                             | Tarragona                             | 5 de novembre de 1989  | Diada del Xiquets de Tarragona                             | Tarragona                             |
| 2    | Castellers de l'Albera          | 27 de juliol de 1997   | Diada de Festa Major de Salt                               | Salt                                  | 27 de juliol de 1997   | Diada de Festa Major de Salt                               | Salt                                  |
| 3    | Castellers de la Vila de Gràcia | 19 d'agost de 2000     | Diada de Vigílies de Festa Major de Gràcia                 | Plaça de la Vila de Gràcia, Barcelona | 19 d'agost de 2000     | Diada de Vigílies de Festa Major de Gràcia                 | Plaça de la Vila de Gràcia, Barcelona |
| 4    | Ganàpies de la UAB              | 19 de desembre de 2013 | XVIII aniversari dels Arreplegats de la Zona Universitària | Esplugues de Llobregat                | 19 de desembre de 2013 | XVIII aniversari dels Arreplegats de la Zona Universitària | Esplugues de Llobregat                |
| 5    | Esperxats de l'Estany           | 19 d'octubre de 2014   | Barraques de Banyoles                                      | Banyoles                              | 19 d'octubre de 2014   | Barraques de Banyoles                                      | Banyoles                              |
| 6    | Castellers de Sants             | 11 de maig de 2024     | Vigíles del 31è aniversari dels Castellers de Sants*       | Plaça d'Osca, Sants (Barcelona)       | 11 de maig de 2024     | Vigíles del 31è aniversari dels Castellers de Sants*       | Plaça d'Osca, Sants (Barcelona)       |

*El castell es va ésser compost únicament per dones (tant la pinya com el tronc com la canalla), dins el tradicional castell de dones que realitzen, un cop acabada la diada de Vigílies de l'aniversari, els Castellers de Sants.

### No assolit
Actualment hi ha 1 colla castellera que ha intentat el 6 de 6, és a dir, que l'ha assajat i portat a plaça però que no l'ha carregat mai. La taula següent mostra la data, diada i plaça en què la colla l'intentaren per primera vegada.
| Núm. | Colla                              | Data                 | Diada                  | Plaça  |
| ---- | ---------------------------------- | -------------------- | ---------------------- | ------ |
| 1    | Colla Jove de Castellers de Sitges | 26 de juliol de 1998 | Les Botigues de Sitges | Sitges |

## Estadística
| Resultat              |
| --------------------- |
| Descarregat (D)       |
| Carregat (C)          |
| Intent (I)            |
| Intent desmuntat (ID) |

Actualitzat a 31 de desembre de 2024

### Nombre de vegades
Fins a l'actualitat, s'han fet 18 temptatives d'aquest castell entre 7 colles diferents i en 16 ocasions s'ha aconseguit descarregar.
| Núm.  | Colla                              | Resultats globals | Resultats globals | Resultats globals | Resultats globals | Total |
| Núm.  | Colla                              | D                 | C                 | I                 | ID                | Total |
| ----- | ---------------------------------- | ----------------- | ----------------- | ----------------- | ----------------- | ----- |
| 1     | Ganàpies de la UAB                 | 5                 |                   |                   |                   | 5     |
| 2     | Xiquets de Tarragona               | 4                 |                   |                   |                   | 4     |
| 3     | Castellers de l'Albera             | 3                 |                   |                   |                   | 3     |
| 4     | Castellers de la Vila de Gràcia    | 2                 |                   |                   |                   | 2     |
| 5     | Esperxats de l'Estany              | 1                 |                   |                   | 1                 | 2     |
| 6     | Castellers de Sants                | 1                 |                   |                   |                   | 1     |
| 7     | Colla Jove de Castellers de Sitges |                   |                   |                   | 1                 | 1     |
| Total | Total                              | 16                | 0                 | 0                 | 2                 | 18    |

### Poblacions
Fins a l'actualitat el 6 de 6 s'ha intentat a 10 poblacions.
| Núm.  | Població                              | D  | C | I | ID | Total |
| ----- | ------------------------------------- | -- | - | - | -- | ----- |
| 1     | Tarragona                             | 4  | 0 | 0 | 0  | 4     |
| 2     | Barcelona                             | 4  | 0 | 0 | 0  | 4     |
| 3     | Castell d'Aro, Platja d'Aro i s'Agaró | 2  | 0 | 0 | 0  | 2     |
| 4     | Banyoles                              | 1  | 0 | 0 | 1  | 2     |
| 5     | Salt                                  | 1  | 0 | 0 | 0  | 1     |
| 6     | Terrassa                              | 1  | 0 | 0 | 0  | 1     |
| 7     | Cerdanyola del Vallès                 | 1  | 0 | 0 | 0  | 1     |
| 8     | Reus                                  | 1  | 0 | 0 | 0  | 1     |
| 9     | Girona                                | 1  | 0 | 0 | 0  | 1     |
| 10    | Sitges                                | 0  | 0 | 0 | 1  | 1     |
| Total | Total                                 | 16 | 0 | 0 | 2  | 18    |